# 内事局
内事局（ないじきょく）は、かつて存在した内閣の機関。1947年末に内務省が廃止された後、内事局令（昭和22年12月31日政令第333号）に基づき、旧警察法の施行に至るまでの67日限定で限定で設置された。

## 概要
連合国軍最高司令官総司令部（GHQ）の民政局（GS）の主導によって、内務省は解体・廃止されることになったが、それによって内政上の混乱が起きると困るということで、暫定的に「内務残務処理局」という機関を置いて内務省の行う任務を行わせて、所管事務を行うことができる機関が設立されるのを待って、逐次、所管事務を移管することになった。内事局長官に内定した林敬三は、「内務残務処理局」とはいかにも名前が悪いということで「内政局」もしくは「内務局」という名前にしてもらいたいと要望したが、GHQはこの要望を受け付けず、最終的には「内事局」という名前で決着している。
旧内務官僚は、内事局の責任者を国務大臣にしたいと説明したが、GSはこれも一蹴し、逆に、内事局の存続期間を、警察法、消防組織法および最高法務庁設置法がすべて施行された日、またはその設置の日から90日を経過した日のいずれか早い日に廃止されるとした。

## 歴史
- 1948年（昭和23年）
  - 1月1日 - 内務省大臣官房、地方局、警保局、調査局の業務を引き継いで設置。
  - 1月7日 - 地方財政委員会の設置により、官房自治課に在籍していた旧内務省地方局財政課の職員が地方財政委員会事務局に異動。
  - 2月15日 - 法務庁特別審査局及び民事局第五課の設置により、第二局を移管。
  - 3月7日 - 国家地方警察及び自治体警察並びに国家消防庁の設置により、第一局を移管。総理庁官房自治課の設置により、内事局官房自治課及び職制課を合同させて移管。以上の変更により、総理庁官制の一部を改正する政令（昭和23年3月6日政令第49号）により内事局廃止。

## 機構
※昭和23年1月1日現在
- 内事局長官
- 官房（旧内務省大臣官房、地方局）
  - 庶務課、会計課、自治課、職制課
- 第一局（旧内務省警保局）
  - 総務部、警務部、警備部（警備課、交通課、通信課）、刑事部
- 第二局（旧内務省調査局第三課、第四課）[注釈 2]
  - 登録課、調査課、管理課

## 主要幹部

### 内事局長官
- 林敬三：昭和23年1月1日 - 昭和23年3月7日

### 内事局第一局長
- 久山秀雄

### 内事局第二局長
- 西村直巳

### 内事局官房自治課長
- 鈴木俊一

## 廃止後
- 国家地方警察本部に130人が移動[3][4]
- 国家地方警察本部管区に5人が移動[3][4]
- 警察大学校と管区警察学校に40人が移動[3][4]
- 都道府県国家地方警察本部に46人が移動[3][4]
- 特別区、市警察自治体警察本部に8人が移動[3][4]
- 国家消防庁に23人が移動[4]
- 法務庁に35人が移動（大半が特別審査局に移動）[3][4]
- 総理庁官房審議室に1人が移動[4]
- 建設院に3人が移動[4]
- 経済安定本部に1人が移動[4]
- 統計委員会事務局に1人が移動[4]
- 臨時人事委員会事務局に1人が移動[4]
- 全国選挙管理委員会事務局に1人が移動[4]
- 地方財政委員会事務局に5人が移動[4]
- 中央公職適否審査委員会事務局に1人が移動[4]
- 会計検査院に1人が移動[4]
- 外務省に2人が移動[4]
- 厚生省に4人が移動[4]
- 都道府県庁に1人が移動[4]

内事局の解体・廃止によって、内務省は完全に解消したが、GHQの「内務省」に対する追及は、これで終わることはなかった。
1948年（昭和23年）3月11日、GHQ民政局のマーカス少佐から、前田行政調査部長に対して、内事局廃止に関するインストラクションが出される。その要旨は、政令で内事局の解散とその機能および職員の処置をはっきりと規定すること、それが民政局によって承認されたことをはっきり書いておくこと、職員がどういう方面に分散し、書類がどこへ移されたかを明らかにすること、職員と書類は一緒に行ってはいけない、自治課と職制課は廃止すること、この両課の仕事をどこでやるかについては今後なお再考慮すること、両課の職員は待命のような形にすること、という内容であった。
内事局官房自治課及び職制課の所掌事務の継続的処理をめぐるGHQとの折衝においては、福島慎太郎内閣官房次長の尽力により、当初は強硬姿勢だったGHQをようやく納得させることに成功し、内事局官房自治課及び職制課の職員が、引継を受けた部局に所属することを禁じた「内事局及び内事局令を廃止する政令案」は廃案とすることで了解が成立した。このような経緯により、これらの事務を所管する部局は、総理庁の一画に、官房自治課としてかろうじて命脈を保つことになった。
内事局官房自治課長を務めた鈴木俊一は、「23年の3月7日に内事局が解体になりました。先刻の林さん（林敬三）の比喩を借りれば、内事局丸はいわば内務省丸の沈没しかかった直後に救助船として船出をした、ちょっと大きな船であったわけですが、その内事局丸もいよいよ沈没するということになりました。全国選挙管理委員会、地方財政委員会等は、それぞれ独立の機構になって、基礎も定まったわけでありますが、あとに残りました内事局の官房を中心とした旧地方局の行政課、あるいは旧内務省の文書課の一部、あるいは人事課の大部分、こういったようなものの乗る船というのは、まことに小さい船で、総理庁の官房自治課というものになったわけであります。」と述べている。